# Hallo Partner – danke schön

Offizielles Logo der „Hallo Partner – danke schön“ Kampagne, das 3,8 Millionen Mal als Aufkleber verteilt wurde

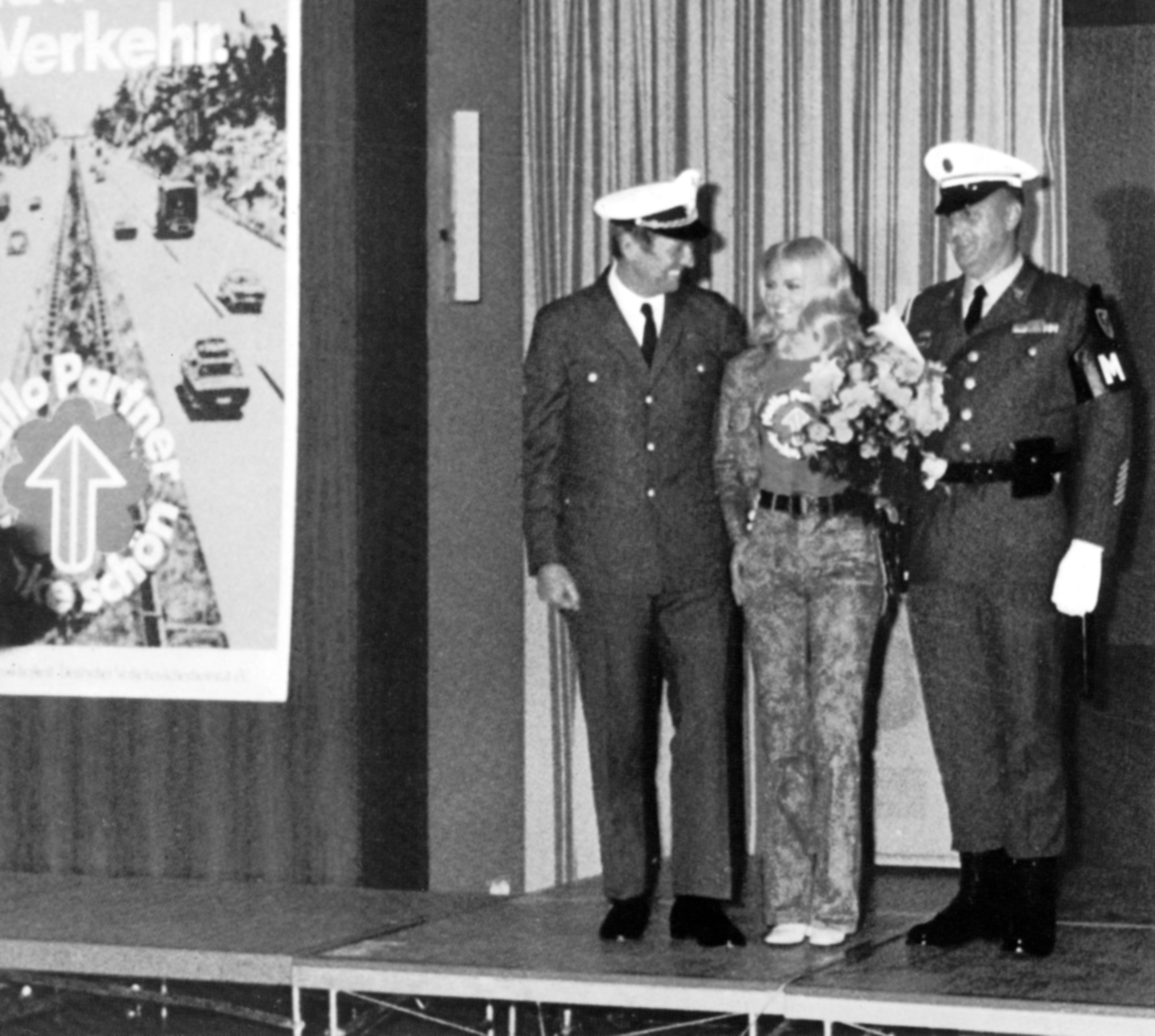
Vorstellung der Kampagne am 4. Oktober 1971 in Frankfurt am Main mit Peggy March

„Hallo Partner – danke schön“ war der Titel der ersten bundesweiten Kampagne des 1969 gegründeten Deutschen Verkehrssicherheitsrates. Sie wurde am 4. Oktober 1971 der Öffentlichkeit vorgestellt. Angesichts steigender Unfallzahlen und vieler Verkehrstoter sollte der „Hallo-Partner“-Slogan mit positiven Leitbildern die Rücksichtnahme und die Hilfsbereitschaft im Straßenverkehr fördern und einen „Klimawechsel im Verkehr“ – so das Motto der Kampagne – herbeiführen. Die Aktion lief von 1971 bis 1974. Das Motto und das Logo wurden auch später noch genutzt. Seit dem 30. Juni 2016 ist das Kampagnenlogo als deutsche Wort-Bild-Marke eingetragen.

## Schallplatten
Im Rahmen der Kampagne wurden zwei Singles mit prominenten Künstlern produziert, von denen insgesamt 120.000 Stück verteilt wurden. Die aus den USA stammende Pop- und Schlagersängerin Peggy March, die auch bei der offiziellen Vorstellung der Kampagne am 4. Oktober 1971 auftrat, sang im Jahr 1971 das Titellied Hallo Partner – danke schön, das auf der A-Seite der Single Klimawechsel im Verkehr erschien. Die B-Seite enthielt den Titel Partner im Verkehr – Die Kunst Leute zu ärgern von Jürgen von Manger.
Im Jahr 1972 folgte eine zweite Platte mit Roberto Blanco und der Big Band der Bundeswehr mit Günter Noris auf der A-Seite mit einer Neufassung des Hallo Partner-Liedes. Auf der B-Seite befand sich der Titel Die moderne Steuer-Reform vom Kabarett „Die Stachelschweine“.
Nach dem offiziellen Ende der Kampagne erschien 1982 eine Single der Band Truck Stop mit den beiden Titeln Die Frau mit dem Gurt (A-Seite) und Ich pfeife auf die Autobahn (B-Seite), die gemeinsam von Verwaltungs-Berufsgenossenschaft und Deutschem Verkehrssicherheitsrat herausgegeben wurde.
Mit den Tonträgern wurden in der Regel auch Autoaufkleber mit dem Kampagnenlogo verteilt.

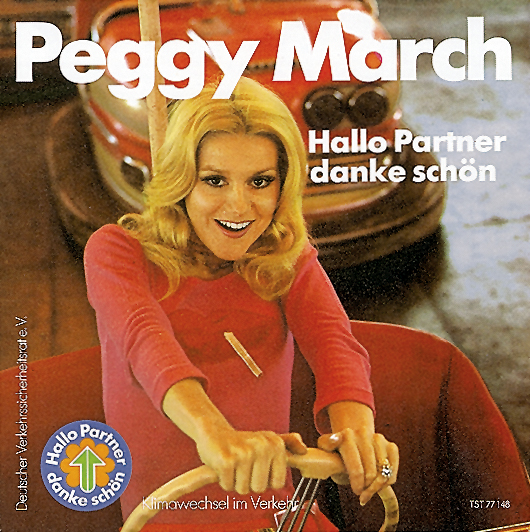
Hallo Partner-Schallplatte von Peggy March (1971)
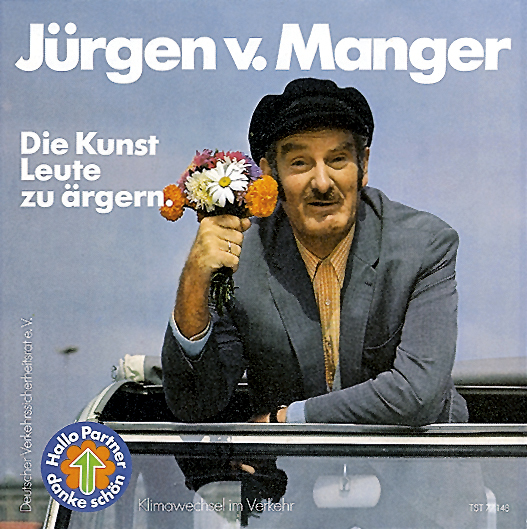
Jürgen von Manger: Die Kunst Leute zu ärgern (1971)
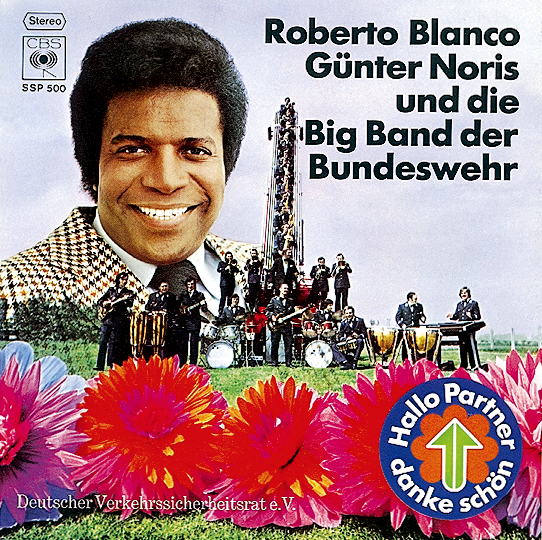
Roberto Blanco mit der Big Band der Bundeswehr (1972)

## Plakataktionen

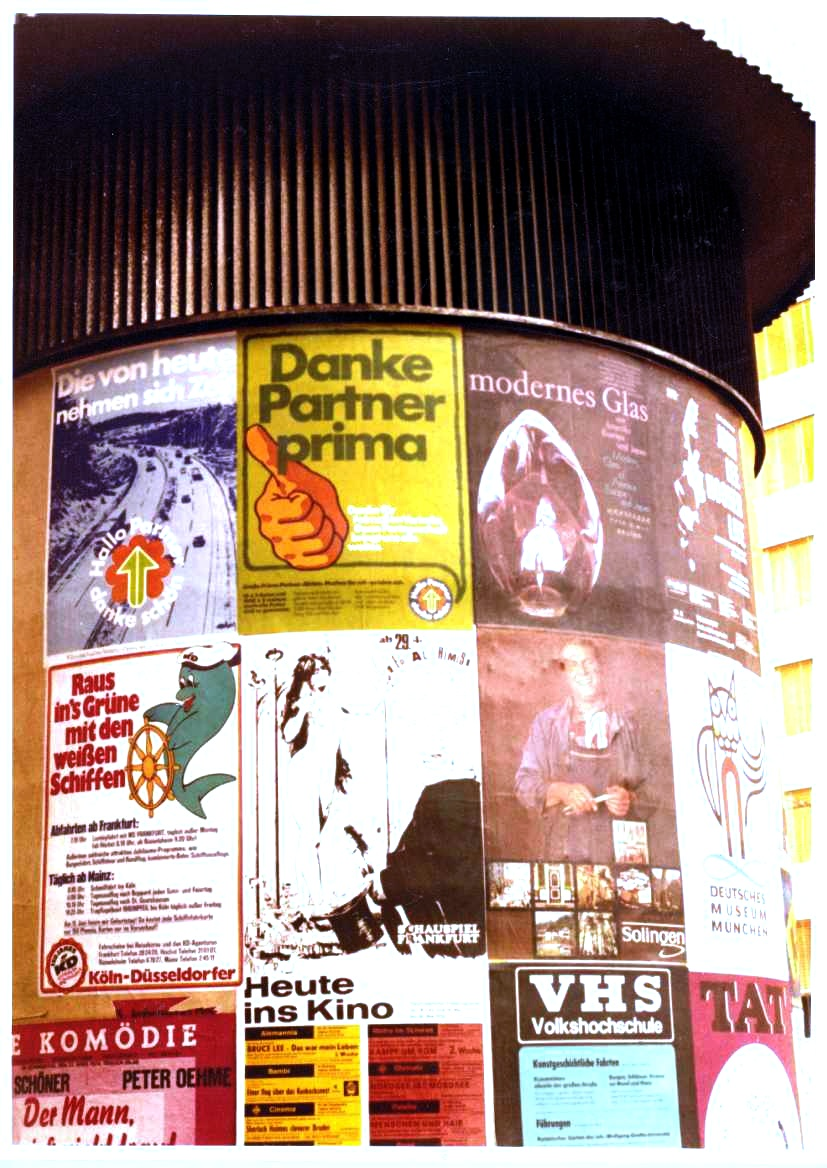
Litfaßsäule in Frankfurt am Main (1976)

Während der Kampagne gab es zahlreiche Plakataktionen an Autobahnen, Bundesstraßen und Werksparkplätzen. Da rund 900.000 Plakate über die Laufzeit der Kampagne verteilt wurden, waren die verschiedenen Motive einige Jahre lang fester Bestandteil des öffentlichen Raums. Eine Plakatserie war mit „Könner“-Slogans bedruckt, die Verkehrsteilnehmern Empfehlungen zum sicheren Verhalten im Straßenverkehr gaben:
- 1971: „Die Könner fahren gelassen“
- 1972: „Könner sind Partner“
- 1972: „Könner tragen Gurt“
- 1973: „Könner halten Abstand“
- 1973: „Könner machen Pausen“
- 1974: „Könner fahren aufmerksam“

Einzelne Plakate widmeten sich spezifischen Themen:
- 1971: „Klimawechsel im Verkehr“
- 1971: „Abstand – halber Tacho“
- 1974: „Kinder immer hinten“

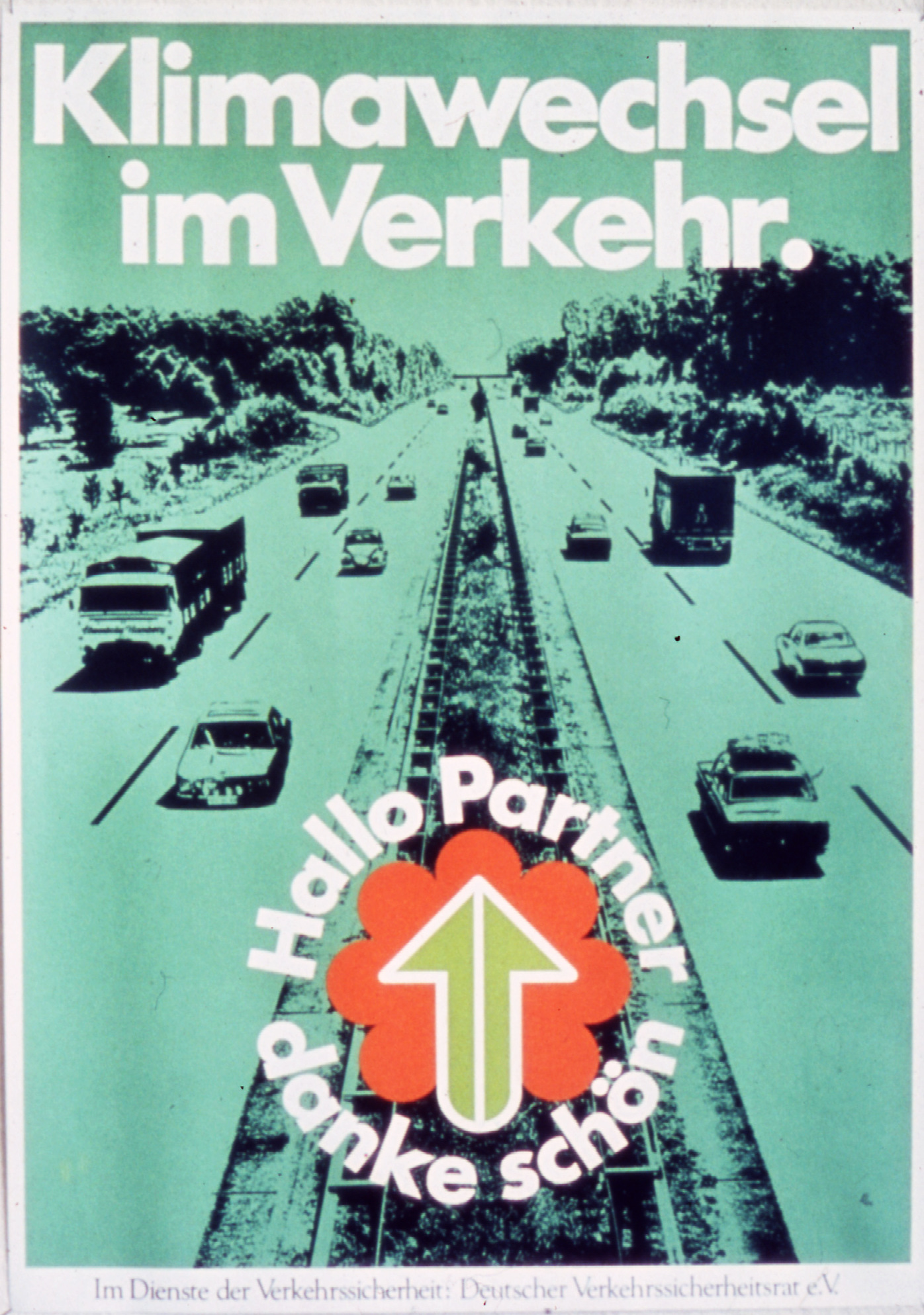
Kampagnenplakat
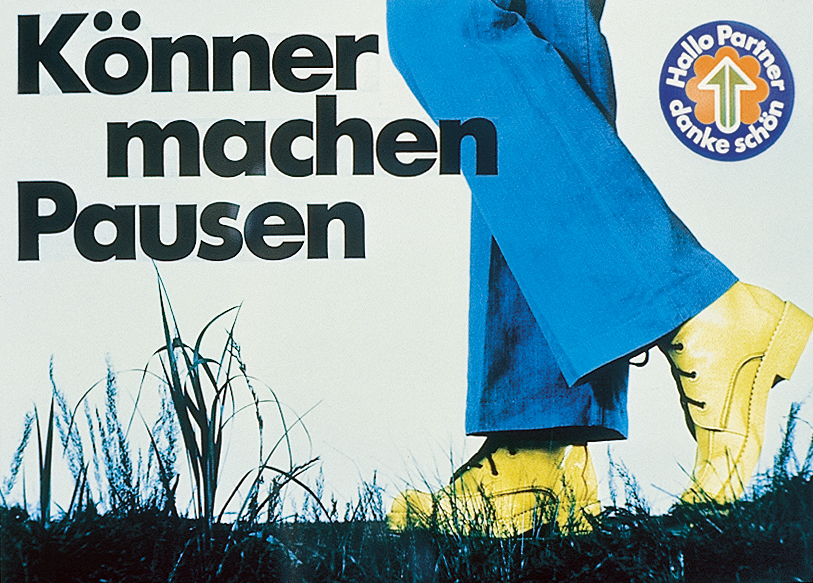
„Könner machen Pausen“
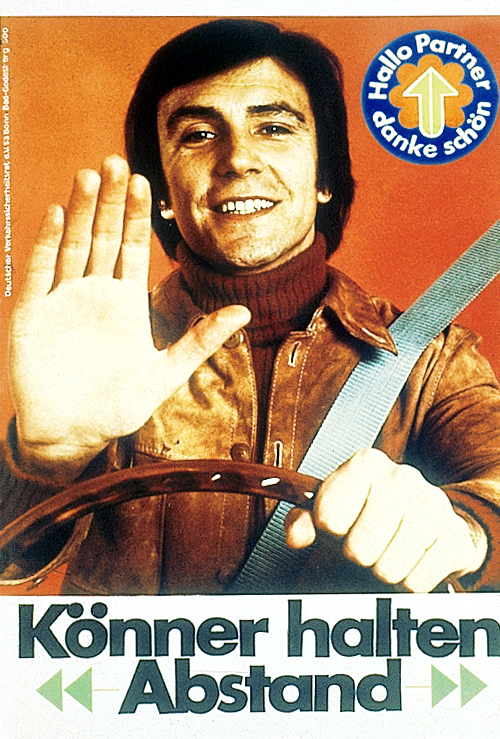
„Könner halten Abstand“

## Medienarbeit

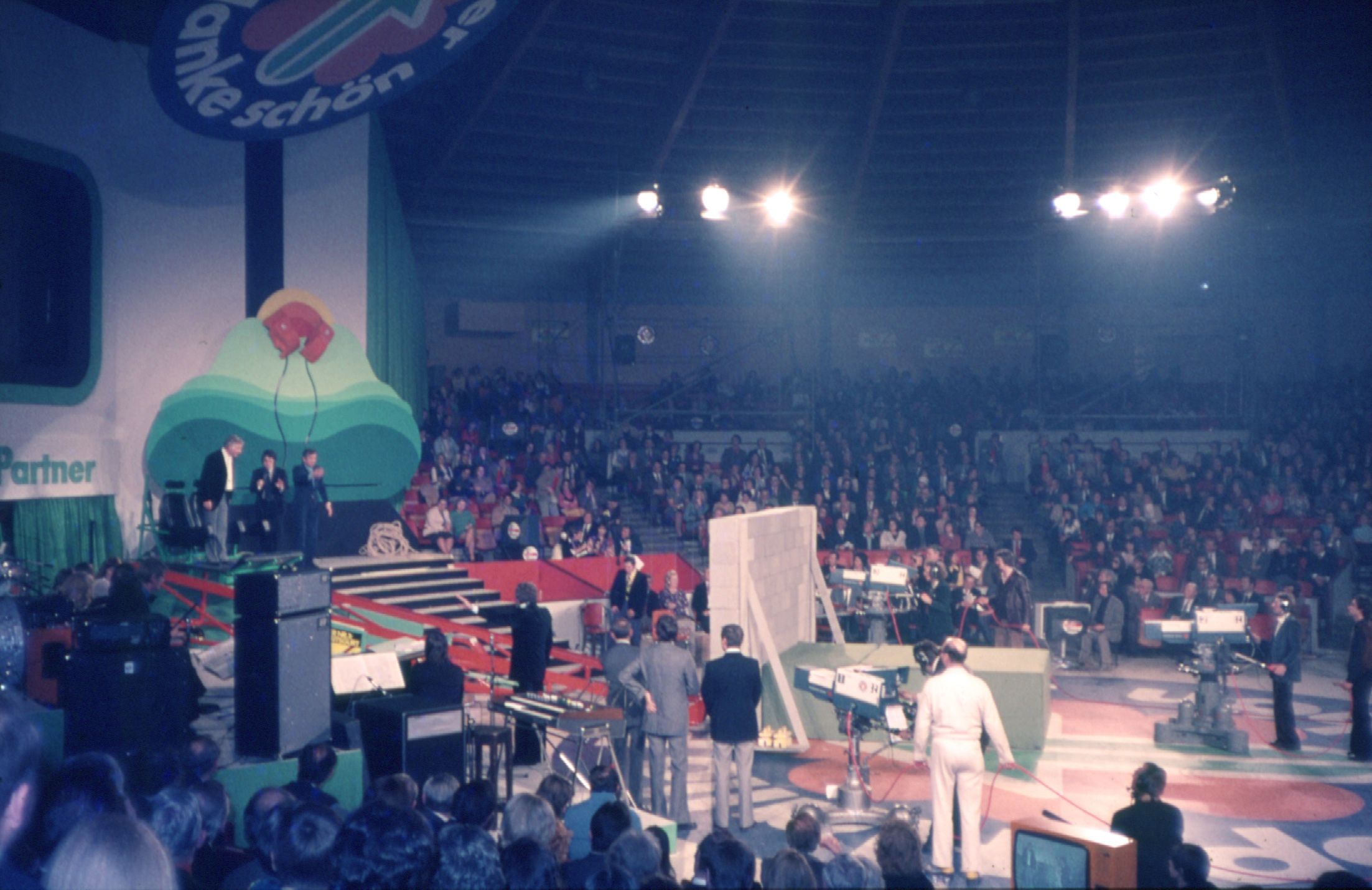
„Mit Gurt und ohne Fahne“-Show im Zirkus Krone

Im Jahr 1973 wurden im öffentlich-rechtlichen Fernsehen Sendungen für unterschiedliche Zielgruppen ausgestrahlt. In der Kindersendung „Der Kreisel“ erklärte der Igel Schlumpf sicheres Verhalten im Straßenverkehr.
In der Verkehrssicherheitssendung „Herr Daniel passt auf“ (Regie Alfred Noell), die André Roche 1973 für das Studio Cineplast animierte, zeigten Figuren in Knetanimation sicheres Verhalten im Straßenverkehr.
Ein erwachsenes Publikum wurde mit dem WDR-Fernseh-Quiz „1+1 gegen 2“ in sechs Folgen mit Moderator Werner Zimmer angesprochen. Im Jahr 1973 oder 1974 fand im Kronebau des Zirkus Krone in München eine Großveranstaltung unter dem Motto „Mit Gurt und ohne Fahne“ mit den Moderatoren Frank Elstner und Carlheinz Hollmann statt, deren Live-Übertragung in ARD und ZDF zehn Millionen Zuschauer sahen.
Ergänzend zu den Fernsehproduktionen wurden Tonbildschauen (Produzent: Dieter Krassmann) zu unterschiedlichen Themen wie beispielsweise „Verkehrssicherheit auf dem Arbeitsweg“ konzipiert, die sich unter anderem an Polizei und Berufsschulen richteten.
In Zeitungsanzeigen bekannten sich Prominente wie Hanns Joachim Friedrichs, Günter Kilian, Rudi Arndt, Ernst Stankovski und Cindy & Bert zu den Zielen der Kampagne.

## Reichweite und Effekte
Auch wenn es in den 1970er Jahren noch nicht üblich war, solche Kampagnen wissenschaftlich zu begleiten, um ihren Effekt zu messen, so wurde die Medienreichweite doch wiederholt mit Umfragen überprüft. Bereits im ersten Jahr der Kampagne wurden 134 Millionen Leserkontakte durch eigene Pressevorlagen und weitere 249 Millionen über externe Presseberichte erreicht. Schon im Frühjahr 1972 – ein halbes Jahr nach dem Start der Kampagne – kannten bereits 52 % der Bundesbürger das Motto „Hallo Partner – danke schön“. Im Jahr 1973 hatte sich der Bekanntheitsgrad auf 71 % gesteigert.
Ebenfalls im Frühjahr 1972 zeigte eine Umfrage, dass die Verbesserung der Straßenverkehrssicherheit im Bewusstsein der Bevölkerung einen höheren Stellenwert einnahm als in den früheren Jahren. Die Befragten ordneten die Verkehrssicherheit als zweitwichtigstes Reformvorhaben des Staates nach der Bekämpfung der Kriminalität ein. Bei einer weiteren Umfrage im Jahr 1972 verlangten 72 % der Befragten von der Politik einen stärkeren Einsatz für die Sicherheit des Straßenverkehrs.
Das medizinisch-psychologische Institut des TÜV Rheinland führte 1973 im Auftrag des DVR eine Befragung unter 500 Autofahrenden durch. Von ihnen bezeichneten 78 % eine Kampagne wie „Hallo Partner – danke schön“ als erforderlich, nur 3 % als überflüssig. Bei einer repräsentativen Befragung im letzten Jahr der Kampagne (1974), durchgeführt von Infratest mit 2020 Verkehrsteilnehmenden, versprachen sich drei Viertel der Befragten von der Kampagne einen Gewinn für die eigene Sicherheit und 9 von 10 äußerten die Erwartung, dass partnerschaftliches Verhalten die Zahl der Unfälle deutlich senken könne. Ein Drittel hatte den Eindruck, dass sich das Verhalten im Straßenverkehr seit Beginn der Kampagne merklich gebessert habe, darunter 41 % Autofahrer und 27 % Radfahrer und Fußgänger.
Die Zahl der Getöteten und Verletzten sank in den Jahren von 1970 bis 1974 um 24 % von 19.193 auf 14.614 genauso deutlich wie die Zahl der Verletzten, die um 15 % von 164.000 auf 139.000 zurückging. Inwieweit das auf die Kampagne zurückzuführen ist, ist nicht erforscht. In Anbetracht wichtiger Änderungen des Verkehrsrechts im gleichen Zeitraum, wie der Beschränkung der Höchstgeschwindigkeit auf Landstraßen auf 100 km/h (1972) und der Einführung der 0,8-Promillegrenze (1973), sowie der ersten Ölpreiskrise 1973 ist von weiteren wesentlichen Einflussfaktoren auf die Abnahme der Zahl der Toten und Verletzten im Straßenverkehr auszugehen.

## Verlauf
Die folgende Tabelle gibt die ungefähre Chronologie der Kampagne wieder:
- 1971: Logo und Aufkleber „Hallo Partner – danke schön“[17]
- 1971: Slogan „Die Könner fahren gelassen“[18]
- 1971: Slogan „Klimawechsel im Verkehr“[19]
- 1971: „Hallo-Partner-Lied“, Peggy March[20]
- 1971: „Die Kunst Leute zu ärgern“, Kabarettist Jürgen von Manger[21]
- 1971–1974: Aufkleber „Sie fahren mit Abstand am besten“[18]
- 1971: Autobahnplakat „Abstand – halber Tacho“[18]
- 1972: Slogan „Könner sind Partner“[18]
- 1972: Slogan „Könner tragen Gurt“[18]
- 1972: DVR Tonbildschau zum Thema Arbeitsweg[18] dvr-medienarchiv.de
- 1972: „Hallo Partner – danke schön“, Roberto Blanco, Big Band der Bundeswehr unter Leitung von Günter Noris mit der Neufassung des Hallo Partner-Liedes[18] dvr-medienarchiv.de
- 1972: „Die moderne Steuer-Reform“, Die Stachelschweine[18] dvr-medienarchiv.de
- 1973: Slogan „Könner halten Abstand“[22]
- 1973: Testimonials von Ernst Stankovski, Günter Kilian, Hanns Joachim Friedrichs, Rudi Arndt, Cindy & Bert[14]
- 1973: Kindersendung „Der Kreisel“[18] dvr-medienarchiv.de
- 1973: Verkehrssicherheitssendung „Herr Daniel passt auf“[18] dvr-medienarchiv.de
- 1973: WDR-Fernseh-Quiz „1+1 gegen 2“ Moderator Werner Zimmer, sechs Folgen[18] dvr-medienarchiv.de
- 1973: Slogan „Könner machen Pausen“[18]
- 1973: Veranstaltung im Zirkus Krone Bau München „Mit Gurt und ohne Fahne“[18] dvr-medienarchiv.de
- 1974: Slogan „Könner fahren aufmerksam“[18]
- 1974: Slogan „Kinder immer hinten“[18]
- 1976: Broschüre „Danke Partner – prima“ der Nachfolgekampagne aus dem Jahr 1976[18]

## Nachfolgekampagnen
Die Kampagne hatte zwar mit dem 4. Oktober 1971 ein definiertes Startdatum, jedoch keinen klaren Endpunkt. Aufgrund des großen Erfolges wurden jährliche Nachfolgekampagnen zur gezielteren Reaktion auf aktuelle Entwicklungen konzipiert, die sich des einheitlichen „Hallo Partner“-Logos bedienten. So entstanden mehrere zusammenhängende, aber erkennbar eigenständige Jahreskampagnen. 1975 hieß die Kampagne „Danke Partner – die Richtung stimmt“, 1976 „Danke Partner – prima“, 1977 „Punkt für Punkt mehr Partnerschaft“, 1978 „Partner 78: Aktiv für mehr Sicherheit“ und 1979/1980 „Mehr Partnerschaft – mehr Sicherheit“.
Zudem gab es in den Jahren nach 1971 immer wieder öffentlichkeitswirksame Projekte, beispielsweise 1974/1975 „Klick – erst gurten, dann starten“, die ebenfalls unter dem „Hallo Partner“-Motto standen.